# Vincent (Iowa)
Vincent és una població dels Estats Units a l'estat d'Iowa. Segons el cens del 2000 tenia 158 habitants.

## Demografia
Segons el cens del 2000, Vincent tenia 158 habitants, 67 habitatges, i 46 famílies. La densitat de població era de 277,3 habitants/km².
Dels 67 habitatges en un 31,3% hi vivien nens de menys de 18 anys, en un 65,7% hi vivien parelles casades, en un 3% dones solteres, i en un 29,9% no eren unitats familiars. En el 29,9% dels habitatges hi vivien persones soles l'11,9% de les quals corresponia a persones de 65 anys o més que vivien soles. El nombre mitjà de persones vivint en cada habitatge era de 2,36 i el nombre mitjà de persones que vivien en cada família era de 2,91.
Per edats la població es repartia de la següent manera: un 24,7% tenia menys de 18 anys, un 5,1% entre 18 i 24, un 25,3% entre 25 i 44, un 29,7% de 45 a 60 i un 15,2% 65 anys o més.
L'edat mediana era de 40 anys. Per cada 100 dones de 18 o més anys hi havia 101,7 homes.
La renda mediana per habitatge era de 32.500 $ i la renda mediana per família de 46.250 $. Els homes tenien una renda mediana de 32.143 $ mentre que les dones 21.250 $. La renda per capita de la població era de 16.341 $. Entorn del 4,8% de les famílies i el 6,2% de la població estaven per davall del llindar de pobresa.

## Poblacions més properes
El següent diagrama mostra les poblacions més properes.